# HD 3036
HD3036 є хімічно пекулярною зорею
спектрального класу
A2 й має видиму зоряну величину в
смузі V приблизно  8.4.
.